# Stjepan Betlheim
Stjepan Betlheim (Zagreb, 22. srpnja 1898. – Zagreb, 24. rujna 1970.) bio je znameniti hrvatski psihijatar i psihoanalitičar.

## Životopis

### Podrijetlo i školovanje
Stjepan Betlheim rođen je u Zagrebu, 22. srpnja 1898. u židovskoj obitelji. Studirao je medicinu u Grazu i Beču, gdje je iskazao interes za psihoanalizu i prisustvovao predavanjima Sigmunda Freuda. Diplomirao je 1922. godine. Tijekom školovanja objavio je šest članaka u znamenitim austrijskim i njemačkim časopisima.

### Karijera i kasniji život
Neuropsihijatriju je specijalizirao na klinici prof. Juliusa Wagner-Jauregga u Beču, te u Berlinu, Zurichu i Parizu. Psihoanalitičku izobrazbu obavio je kod najistaknutijih psihoanalitičara tog doba u Beču i Berlinu. Nakon prve psihoanalize s austrijskim psihijatrom Paul Ferdinand Schilderom, Betlheim je završio svoju izobrazbu s mađarskim psihoanalitičarem Sandor Radoom.
Prve Betlheimove analize bile su nadgledane od strane znamenitih psihoanalitičara, Karen Horney i Helene Deutsch. Članom "Bečkoga psihoanalitičkog društva" postaje 1928. godine. Najznačajniji rad iz njegova ranog razdoblja znanstvene aktivnosti je O parapraksama u Korsakovljevoj psihozi, a koji je 1924. napisao s Heinzom Hartmannom, poznatim njemačkim psihoanalitičarom. Rad mu je citirao Sigmund Freud u drugom dijelu knjige Tumačenje snova. Godine 1928. vraća se u Zagreb, popularizira Freuda i psihoanalizu predavanjima i člancima u novinama i časopisima.
Tijekom Drugog svjetskog rata Betlheima od deportacije u koncentracijski logor spašava pojava endemskog sifilisa u Bosni i Hercegovini. Vlasti Nezavisne Države Hrvatske poslale su u Bosnu osamdesetak židovskih liječnika iz Hrvatske, od kojih je većina kasnije prebjegla u partizane, među inima i Betlheim.
Godine 1948. postaje asistent na Neurološko-psihijatrijskoj klinici Medicinskog fakulteta Zagrebu, gdje uvodi psihoanalitičku dimenziju u razumijevanje duševnih bolesti. 1952. postaje direktni član Međunarodnoga psihoanalitičkog društva (IPA). 1953. godina ostat će trajno zapisana u povijesti psihoterapije u Hrvatskoj, te godine naime prof. dr. Betlheim osniva ambulantni psihoterapijski odjel na Neurološko-psihijatrijskoj klinici Medicinskog fakulteta u Zagrebu.
Uz terapijski rad Betlheim je bio i plodan znanstvenik i nastavnik. U nastavu na Medicinskom fakultetu uvodi predmet "Medicinska psihologija", a koji je u to doba bio rijedak na medicinskim fakultetima u Europi. Obrazuje psihijatre, liječnike opće medicine, psihologe, pedagoge i socijalne radnike. Liječio je, podučavao i znanstveno radio sve do 1970. godine, a njegovo je djelo ostalo trajno znanstveno naslijeđe.

### Obitelj
Betlheim je bio oženjen s Marie Luise Morgenroth, te su imali kćer jedinicu Ruth Betlheim. Umro je u Zagrebu 24. rujna 1970. godine i pokopan je na Mirogoju.

## Nagrade i priznanja
Godine 1998. Hrvatska pošta izdala je marku s likom prof. dr. Betlheima u čast 100. obljetnice njegova rođenja. Kćer prof. dr. Betlheima je napisala knjigu o njegovu životu koju je predstavila 2006. godine u Židovskoj općini Zagreb. Poprsje s likom Stjepana Betlheima postavljeno je ispred Klinike za psihološku medicinu KBC Zagreb.

## Djela
- Psihijatrija (1959.)
- Neuroze i njihovo lečenje (1963.)
- O govornim omaškama u Korsakovljevoj psihozi (1989.)
- Snovi u psihoterapiji (1993.)
- Radovi, pisma, dokumenti: 1898–1970 (2006.)